# Maksymilianów (Tomaszów Mazowiecki)
Pour les articles homonymes, voir Maksymilianów.
Maksymilianów est une localité polonaise de la gmina de Rokiciny, située dans le powiat de Tomaszów Mazowiecki en voïvodie de Łódź.